# Хајнцова средина
У математици, Хајнцову средину (названу по Е. Хајнцу) два ненегативна реална броја А и Б, Батија је дефинисао као:
{\displaystyle \operatorname {H} _{x}(A,B)={\frac {A^{x}B^{1-x}+A^{1-x}B^{x}}{2}}.}
са  0 ≤ x ≤ 1/2.
За различите вредности х, ова Хајнцова средина интерполира између аритметичких (х = 0) и геометријских (х = 1/2) тако да је за 0 < x < 1/2:
{\displaystyle {\sqrt {AB}}=\operatorname {H} _{\frac {1}{2}}(A,B)<\operatorname {H} _{x}(A,B)<\operatorname {H} _{0}(A,B)={\frac {A+B}{2}}.}
Хајнцова средина се појављује природно када се симетризују α-дивергенције. Хајнцова средња вредност се такође може дефинисати на исти начин за позитивне полудефинисане матрице и задовољава сличну интерполациону формулу.